# Bitwa nad rzeką Sunomata
Bitwa nad rzeką Sunomata (jap. 墨俣川の戦い Sunomata-gawa no tatakai) – bitwa wojny Gempei stoczona 6 czerwca 1181 roku (25 dnia 4 miesiąca ery Jishō). W bitwie tej zwyciężyła armia rodu Taira dowodzona przez Tomomoriego i Shigehirę Tairów.
Po starciach w 1180 roku, Yoritomo Minamoto umocnił się na wschodzie kraju i nastąpiła zimowa przerwa w działaniach. Z początkiem 1180 roku oddziały Tairów osiągnęły pewne sukcesy przeciwko wojskom Yukiie Minamoto, ale cierpiały z powodu braku zaopatrzenia, podczas gdy siły Minamotów rosły. W marcu zmarł Kiyomori Taira i realna władza przeszła w ręce cesarza Go-Shirakawy, który po naradzie wojennej zdecydował o kontynuacji wojny przeciw Minamotom. Dowódcą naczelnym został wyznaczony Shigehira Taira, który miał ok. 13 tysięcy ludzi.
Do starcia doszło w prowincji Owari, nad rzeką Sunomata (dziś znaną jako Nagara). Yukiie próbował zaskoczyć przeciwnika nocnym atakiem, ale Tairowie przyjęli bitwę, mimo ciemności łatwo rozpoznając wrogich żołnierzy, którzy po przeprawie przez rzekę ociekali wodą. Pobite oddziały Minamotów wycofały się ponownie za rzekę, a następnie za kolejną, Yahagi, gdzie doszło do kolejnego starcia